# Mårslet Kirke
Mårslet Kirke er en kirke i byen Mårslet syd for Aarhus. Den ligger i Mårslet Sogn i (Århus Stift).
Mårslet kirke er bygget i romansk stil i slutningen af 1100-tallet og er opført af granitkvadre. Den er indviet til apostlene Simon Zelotes og Judas Thaddeus.
Omkring år 1500 er kirken blevet forsynet med hvælv. Nogenlunde samtidigt fik kirken sit svære tårn, der er lige så bredt som skibet. Våbenhuset er fra samme periode.
Kirkens blytag blev i 1828 udskiftet med de sjældne bæverhaleteglsten.
Alterudsmykningen er et støbejernskors udført 1970 efter udkast af billedhuggeren Gudrun Steenberg. En altertavle fra 1888 skænket af kirkeejeren, baron Gyldenkrone på Vilhelmsborg, hænger på kirkens nordvæg. En tidligere altertavle fra 1682 findes i Den Gamle By i Aarhus.
Døbefonten er romansk af østjysk type. Den er udsmykket med langstrakte løvekroppe med et fælles mandshoved.
Prædikestolen er et ungrenæssancearbejde fra 1603.
I slutningen af 1970'erne afdækkedes på korets nordvæg kalkmalerier fra slutningen af 1100-tallet. Et af motiverne er Brylluppet i Kana.
På skibets nordvæg hænger et stort epitafium opsat af Rasmus Pedersen Testrup over hans forældre, der døde under pesten i 1603. Rasmus Pedersen Testrup er stamfader til den vidtforgrenede Testrup-slægt.
Til kirken er tilknyttet Mårslet Sognehus, som i løbet af kirkeåret huser mange aktiviteter for Mårslets beboere.